# Huỳnh Thiện Lộc
Huỳnh Thiện Lộc (1910 - 1953) là một kỹ sư nông nghiệp, nhà tư bản dân tộc và chính trị gia Việt Nam.

## Tiểu sử
Huỳnh Thiện Lộc sinh năm 1910 tại tỉnh Rạch Giá (nay là tỉnh Kiên Giang) trong một gia đình đại điền chủ.
Sau khi học xong chương trình phổ thông tại trường Lasan Taberd, ông sang Pháp du học và lấy bằng kỹ sư canh nông.
Sau khi tốt nghiệp đại học ở Pháp, Huỳnh Thiện Lộc về Sài Gòn làm việc. Với cơ bản của gia đình, Huỳnh Thiện Lộc trở thành một nhà tài phiệt nông nghiệp lớn với tài sản 20 nghìn hec-ta ruộng đất, nhiều cơ sở xay xát lúa tại Sài Gòn - Chợ Lớn. Trở thành một nhà tư bản lớn nhiều ảnh hưởng, Huỳnh Thiện Lộc được chính quyền thực dân chọn làm ủy viên Hội đồng kinh tế lý tài Đông Dương.
Là một trí thức trẻ yêu nước và nhà tư bản dân tộc, năm 1944, ông liên lạc với nhiều thành viên Đảng Dân chủ Việt Nam và đến năm 1945, trở thành đảng viên đảng này. Tháng 5 năm 1945, Huỳnh Thiện Lộc tham gia vận động thành lập lực lượng thanh niên Tiền Phong tại Giồng Riềng, Rạch Giá.
Cách mạng tháng Tám 1945 nổ ra tại Sài Gòn và Nam bộ, Huỳnh Thiện Lộc tham gia lãnh đạo lực lượng thanh niên Tiền Phong và khi kháng chiến ở Nam bộ bùng nổ, ông vào chiến khu tham gia lực lượng kháng chiến.
Tháng 1 năm 1946, Huỳnh Thiện Lộc được chính phủ kháng chiến chọn vào đoàn đại biểu quốc hội do Tôn Đức Thắng dẫn đầu áp tải số vàng nhận được trong Tuần lễ vàng 1946 ở Nam bộ đưa ra Hà Nội.
Tháng 4 năm 1946, ông được Chính phủ Liên hiệp kháng chiến bổ nhiệm chức Bộ trưởng canh nông và được chọn vào phái đoàn đi dự Hội nghị Fontainebleau ở Pháp.
Năm 1947, ông được chính phủ kháng chiến cử về Nam bộ công tác. Ở chiến trường miền Tây Nam bộ, Huỳnh Thiện Lộc được chính quyền kháng chiến bổ nhiệm chức vụ ủy viên ủy ban kháng chiến hành chính Nam bộ, kiêm phó chủ tịch Hội Liên Việt Nam Bộ.
Năm 1950, Huỳnh Thiện Lộc đi khắp các tỉnh Nam bộ vận động các điền chủ hưởng ứng phong trào hiến điền của chính phủ kháng chiến.
Năm 1952, Huỳnh Thiện Lộc ngã bệnh và qua đời năm 1953.